# Pałac w Siedlcach (powiat lubiński)
Pałac w Siedlcach (niem. Schloss Zedlitz) – zabytkowy pałac we wsi Siedlce (powiat lubiński) w Polsce, w województwie dolnośląskim, w gminie Lubin.
Ruiny pałacu położone są w południowo-zachodniej Polsce w północno-wschodniej części Wysoczyzny Lubińskiej, około 7 km na wschód od Lubina, we wsi Siedlce, na południowy wschód od kościoła.

## Historia
W drugiej połowie XVI wieku powstał renesansowy dwór dla rodziny von Nostitz. Na początku XVIII wieku Caspar Otto von Nostitz członek znanego na Śląsku rodu przebudował renesansowy dwór na barokowy pałac, przy udziale architekta z kręgu Martina Frantza. Przebudowa objęła pałac i otoczenie. Pałac otrzymał nowoczesny w tamtych latach kształt w typie entre cour et jardin charakteryzujący się przesunięciem kondygnacji reprezentacyjnej z piętra do podwyższonego parteru, dostosowując w ten sposób budowlę do zmienionych potrzeb użytkowników. 
W 1751 posiadłość nabył Ludwik Anton von Wechmar zaś jego potomkowie posiadłość utrzymywali do 1945. Nowy właściciel jako oficer armii pruskiej, brał czynny udział w wojnach śląskich. Rany odniesione na polach bitew zmusiły go w 1758 do porzucenia służby. Król Fryderyk Wielki uhonorował go medalem za męstwo, zaś oficerowie dawnego jego regimentu przekazali w darze 25 olejnych obrazów z własnymi wizerunkami. Do 1945 obrazy zdobiły jedną z pałacowych komnat. W XIX wieku w pałacu przeprowadzono niezbędna prace renowacyjne. Ostatnim właścicielem pałacu był Hans Heinrich von Wechmar, który w latach 30. XX wieku zasłynął jako organizator bali karnawałowych z barwnymi pochodami, które przyciągały do Siedlec gości z całego Śląska. Pałac z działań wojennych II wojny światowej wyszedł bez zniszczeń. W latach 1945–47 w pałacu stacjonowali żołnierze radzieccy. Po opuszczeniu pałacu przez wojsko właścicielem pałacem zarządzał miejscowy PGR. W powojennym okresie pałac ogołocono z wyposażenia i dzieł sztuki. W 1960 wykonano prace zabezpieczające, które jednak nie uchroniły zabytku przed zniszczeniem. Pałac w latach 70. XX wieku, niewłaściwie gospodarowany i rozkradany zaczął popadać w ruinę, w 1980 istniał jeszcze dach a obecnie stanowi poważne zagrożenie.

## Opis
Pałac w stylu barokowym o kształcie typu entre cour et jardin zbudowany na planie prostokątnej podkowy, charakteryzujący się przesunięciem kondygnacji reprezentacyjnej z piętra do podwyższonego parteru. Budowla parterowa, kryta dachem mansardowym, mieszczącym dodatkową kondygnację mieszkalną. Boczne skrzydła pałacu zwrócone w kierunku wjazdu traktowane były jako człony niespójne z rdzeniem pałacu. Środkową część pałacu zajął ciąg paradny, złożony z westybulu i klatki schodowej i wielkiej sali balowej. Od zewnątrz odpowiadały mu piętrowe ryzality o ścianach dzielonych pilastrami zwieńczonych attyką, na których ustawiono wazony i rzeźby alegoryczne cztery posągi – personifikacje pór roku. Osie fasad akcentowały portale barokowe i przyczółki. Od frontu ryzalit dzielony ośmioma pilastrami zwieńczony trójkątnym frontonem zawierającym kartusz z herbami: Marii Elisabethy von Lestwitz (1677-1713) po lewej oraz  Caspra Otto von Nostitz (1634-1714) po prawej. Od przodu pałac poprzedzał dziedziniec honorowy, do którego wiodła aleja lipowa. Po przeciwnej stronie rozlokowano ogród parkowy.

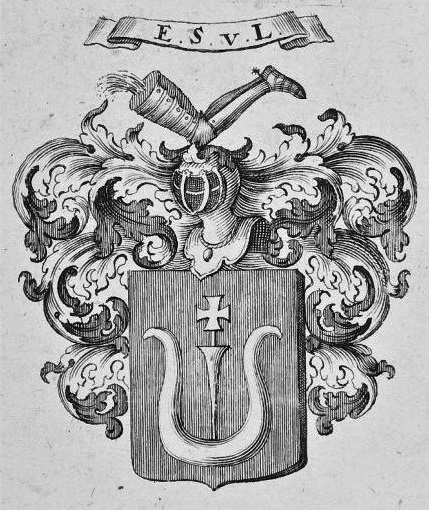
Herb Marii von Lestwitz
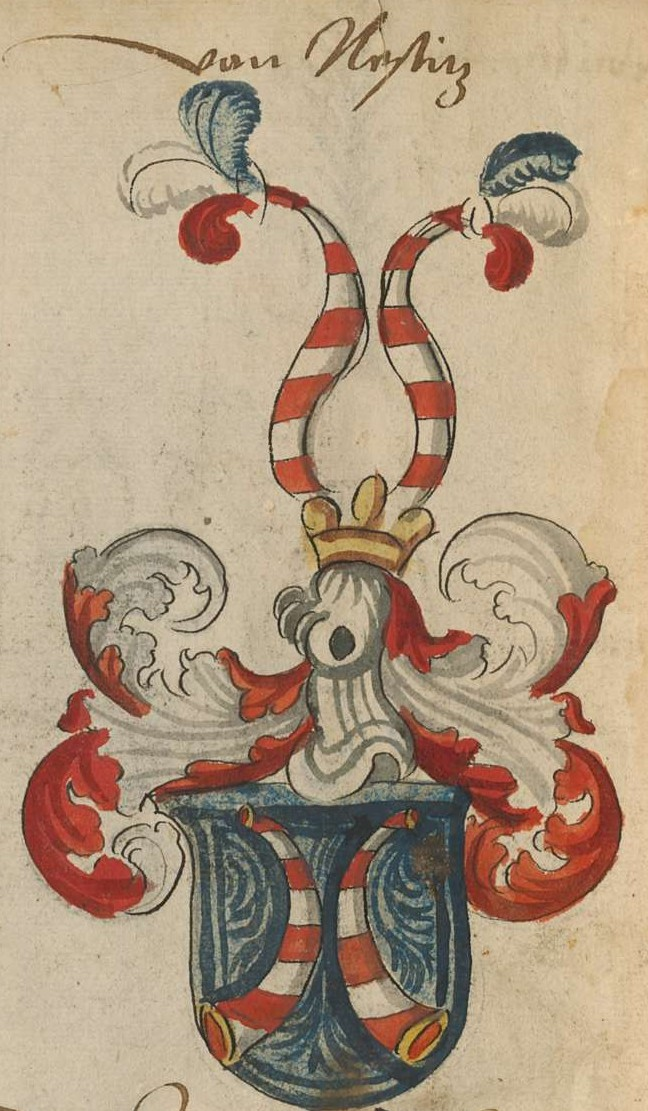
Herb Caspra von Nostiz

## Pałac dzisiaj
W 1980 pałac pokryty był jeszcze dachem. Do chwili obecnej zachowały się tylko mury z widocznymi portalami barokowymi i kartuszami herbowymi. Całość ruin pałacu porasta samosiew i rośliny ruderalne.
Pałac w Siedlcach wpisany jest do rejestru zabytków pod poz. 270 z 10 maja 1951.